# Szetut
Szetut vagy Szenen[…] az ókori egyiptomi IX. dinasztia egyik uralkodója volt az első átmeneti kor idején, valamikor i. e. 2160 és 2130 között.

## Uralkodása
A IX. dinasztia végének egy kevéssé ismert királya. Létezését korabeli régészeti bizonyítékok nem támasztják alá; neve egyedül a torinói királylistának köszönhetően ismert, ahol töredékesen maradt fenn, a negyedik oszlop 22. sorában. Hut-Neni-Niszu (Hérakleopolisz Magna) városából kormányzott, a trónon Nebkauré Hetit vagy Uahkaré Hetit követte. Utódja neve nem maradt fenn.

## Fordítás
- Ez a szócikk részben vagy egészben  a   Setut című angol Wikipédia-szócikk ezen változatának fordításán alapul.  Az eredeti cikk szerkesztőit annak laptörténete sorolja fel. Ez a jelzés csupán a megfogalmazás eredetét és a szerzői jogokat jelzi, nem szolgál a cikkben szereplő információk forrásmegjelöléseként.